# Viola (opera)
 For alternative betydninger, se Viola. (Se også artikler, som begynder med Viola)
Viola er en ufærdig romantisk opera af Bedřich Smetana. Librettoen er skrevet af Eliska Krásnohorská og er baseret på Shakespeares skuespil Helligtrekongersaften. Komponisten arbejdede på den i 1874 og kom først tilbage til den i 1883, hvor han kun formåede at orkestrere et par scener. Operaen var ufærdig ved Smetanas død i 1884. 

## Opførelseshistorie
En koncertopførelse (af det ufærdige arbejde) blev foranstaltet den 15. marts 1900; en scenisk opførelse fandt sted på nationalteatret i Prag den 11. maj 1924. 

## Roller
| Rolle                            | Stemmetype  | Originalbesætning, 15. marts 1900 (Dirigent :-) |
| -------------------------------- | ----------- | ----------------------------------------------- |
| Orsino, Hertug af Illyrien       | Tenor       |                                                 |
| Viola,Sebastians tvillingesøster | Mezzosopran |                                                 |
| Sebastian,Violas tvillingebror   | Sopran      |                                                 |
| Olivie                           | Mezzosopran |                                                 |
| Tobias                           | Baryton     |                                                 |
| Ondřej                           | Tenor       |                                                 |
| Malvolio                         | Baryton     |                                                 |
| Marie                            | Sopran      |                                                 |
| Šašek                            | Baryton     |                                                 |
| Antonio, en kaptajn              | Bas         |                                                 |
| Marko, en gammel fisker          | Bas         |                                                 |

## Diskografi
- 1982, Zdeněk Košler (dirigent), Orkester og kor ved nationalteatret i Prag; Jiří Pokorný (Klaver), Marie Vesela, Drahomíra Drobková, Dalibor Jedlicka, Jaroslav Horáček, Miroslav Švejda, Karel Hanus